# Luis Porquet
 (août 2009).
Si vous disposez d'ouvrages ou d'articles de référence ou si vous connaissez des sites web de qualité traitant du thème abordé ici, merci de compléter l'article en donnant les références utiles à sa vérifiabilité et en les liant à la section « Notes et références ».
Pour les articles homonymes, voir Porquet.
Luis Porquet est un poète, écrivain, parolier, journaliste et critique d'art français. Il est né à Elbeuf le 23 février 1949, d'un père espagnol et d'une mère normande.

## Biographie
En 1971, Luis Porquet se lie d'amitié avec Christian Robbe qui met en musique ses premiers textes (Je veux mourir avant la guerre, Celle que j'aime, Ma fille à moi, Chanteur ou bien ministre, Chacun sa dose, Femmes d'aujourd'hui, Combat perdu).
Il rencontre Salvador Dali, le poète Henri Pichette, le chanteur Graeme Allwright, le peintre japonais Yasse Tabuchi, le poète Kenneth White, le dramaturge macédonien Jordan Plevnes.[réf. nécessaire]
Sa rencontre avec Graeme Allwright donne naissance à plusieurs collaborations telles que Géronimo ou La chanson de l'adieu qui sera reprise quelques années après sa création par Nana Mouskouri. Le chanteur Hugues Aufray enregistre également l'un de ses titres sur son album Chacun sa mer en 1999 : Un arbre m'a dit.
Il travaille avec des musiciens classiques comme le compositeur Thierry Pélicant pour qui il a écrit une suite poétique et un oratorio de Noël ; et avec des chanteurs moins connus tels le groupe ébroïcien Millions de Sabords, le groupe caennais Les Grands-mères dans les cordes, les chanteuses Anne-Marie Gancel et Catherine Maillot.
À partir de 1997, avec Élisabeth Le Borgne, son épouse, il participe à des lectures publiques et anime des ateliers d'écriture.
Vers la même période, il publie des livres d'art, fruits de diverses collaborations avec des peintres : Christophe Ronel, Claude Lormier, Claudine Loquen, Yvan Bafoil, Francis Caudron...
Son travail a été récompensé par l'Académie française, l'Académie des sciences, belles-lettres et arts de Rouen, la Fondation de France, le Syndicat des journalistes et écrivains, l'Académie de Lutèce, l'Académie normande, la ville de Mérignac.[réf. nécessaire]

## Publications
- Fleurs souterraines, Honfleur, 1972
- Les Roses de l'apocalypse, Honfleur, 1974
- Jusqu'au premier jour du monde, Paris, 1976
- Monuments aux vivants : poème à plusieurs voix, Paris, 1981
- À ceux que l'ombre a terrassés, Paris, 1996
- Les dromadaires  (ill. Christophe Ronel), Saint-Aubin-lès-Elbeuf, Les Feuillets d'Éole, 1997
- La neige et la cendre, Paris, 2002
- Pierre Godet : le parti pris de la clarté, Gand, Snoeck, 2022